# Club Atlético Obras Sanitarias de la Nación
Il Club Atlético Obras Sanitarias de la Nación è un club polisportivo fondato nel 1917 a Buenos Aires in Argentina, principalmente noto per la squadra di pallacanestro.

## Pallacanestro
In ambito cestistico vanta nel suo palmarès la vittoria nella Coppa Intercontinentale 1983, oltre a tre titoli nel Campeonato Argentino de Clubes, una Liga Sudamericana, un Torneo Nacional de Ascenso.